# 佐竹義憲
佐竹義憲（1570年—1599年6月12日），日本戰國時代至安土桃山時代的武將。佐竹北家第5代當主。父親是佐竹義斯。別名北義憲。

## 生平
在元龜元年（1570年）出生，家中嫡男。繼承佐竹義久在奧州方面的軍權。在佐竹義重的三男岩城貞隆的補佐役岡本顯逸病死後，天正19年（1591年），成為貞隆的補佐役，負責岩城氏的政務，並執行檢地等。慶長4年（1599年），父親義斯死去，自身亦在2日後死去。享年30歲。法名傑山大英。繼承人是嫡男義廉。

## 人物
- 與梅津憲忠是親交，向憲忠賜予偏諱（「憲」字）。而嫡男義廉亦向憲忠的兒子賜予偏諱（「廉」字），改名為廉忠。

## 外部連結
- 武家家伝＿佐竹氏（页面存档备份，存于）